# 세계빙하이론
세계빙하이론(Welteislehre, World Ice Theory, World Ice Doctrine)은 오스트리아의 공학자이자 발명가인 한스 회르비거에 의해 제안된 우주의 기원에 관한 이론이다.
회르비거는 연구를 통해 그의 아이디어에 도달하지 못했지만 그는 1894년에 "비전"(vision)으로 그것을 받았다고 말했다. 그의 주장에 근거한 이론은 다음과 같다.
우주 생성의 기본 요소 중 하나인 얼음들이 서로 부딪혀 폭발한다. 그 폭발로 생긴 파편들이 얼음 행성(ice planets)과 얼음 달(ice moons)을 만들어지면서 우주 전체가 발전해 나간다.

## 같이 보기
- 나치즘과 오컬티즘 (Nazism and occultism)
- 눈덩이 지구
- 달의 물